# Krystyna Moszumańska-Nazar
Krystyna Moszumańska-Nazar (ur. 5 września 1924 we Lwowie, zm. 27 września 2008 w Krakowie) – polska kompozytorka, profesor i rektor (1987–1993) krakowskiej Akademii Muzycznej.

## Życiorys
Uczęszczała do lwowskiej szkoły sióstr benedyktynek ormiańskich, szkoły muzycznej Anny Niementowskiej we Lwowie, następnie do lwowskiego konserwatorium. Po wojnie zmuszona do opuszczenia Lwowa anektowanego przez ZSRR osiadła w Krakowie, gdzie skończyła studia w PWSM jako uczennica Jana Hoffmana w klasie fortepianu i Stanisława Wiechowicza w klasie kompozycji.
Po studiach uczyła fortepianu i teorii w Liceum Muzycznym w Krakowie; wśród jej uczniów byli m.in.: Katarzyna Gärtner, Wojciech Karolak, Krzysztof Meyer i przyszły „skald” Andrzej Zieliński. Od 1963 uczyła w PWSM w Krakowie, obecnej Akademii Muzycznej. W 1975 została dziekanem, w 1978 prorektorem, a w 1987 rektorem tej uczelni (do 1993). Dzięki niej szkoła uzyskała obecną siedzibę, w centrum miasta, w byłym gmachu KW PZPR.
Główne nagrody uzyskane na międzynarodowych konkursach w 1961 i 1962 roku zwróciły na nią uwagę środowiska. Konsekwencją było pierwsze wykonanie na festiwalu „Warszawska Jesień” w 1963. W niedługim czasie zdobyła rangę najwybitniejszej polskiej kompozytorki po Grażynie Bacewicz. Utwory z lat sześćdziesiątych utrzymane były w nurcie sonoryzmu, w późniejszych do głosu doszła umiarkowana tradycja. Charakterystyczne dla kompozytorki było częste i pomysłowe używanie perkusji.
Los tak sprawił, że byłam w bliskim kontakcie z bardzo dobrymi perkusistami polskimi, przede wszystkim jazzowymi, jak i wirtuozami w ogóle: M. Ptaszyńska, J. Pilch, J. Stefański, L.H. Stevens, którzy swoją wirtuozerią i kreacjami zainspirowali mnie w tym obszarze. Zwracali się do mnie o napisanie utworów dla nich. Twierdzili, że czuję perkusję, wykonywali te utwory. I tak powstały 3 Etiudy na perkusję solo, From end to end percussion, Fantazja na marimbafon solo, Warianty na fortepian i perkusję, Interpretacje na flet, taśmę i perkusję czy wreszcie utwór dla pięciu perkusistów Music for five. Ważną rolę perkusja odgrywa też w takich utworach kameralnych jak Pieśń nad Pieśniami, Wyzwanie, Bel canto, Hexaedre, Pour orchestre, Rapsod II, Wariacje koncertujące na flet i orkiestrę kameralną, czy wreszcie Koncert na orkiestrę.
W 2009 roku Międzynarodowy Festiwal Muzyki Współczesnej w Krakowie został w całości poświęcony pamięci Krystyny Moszumańskiej-Nazar.
Skomponowała ok. 70 utworów, m.in.:
- Hexaèdre na orkiestrę (1960)
- Muzyka na smyczki (1962)
- Exodus na orkiestrę (1964)
- Fresk I (1988), II (1992) i III „Lwowski” (1993) na orkiestrę symfoniczną
- Leggiero e mobile na orkiestrę (1996), Kraków 1997
- Variazioni concertanti na flet i orkiestrę kameralną (1965/1966)
- Koncert na perkusję i orkiestrę (1998)
- Madonny polskie na chór mieszany i orkiestrę, do sł. Jerzego Harasymowicza-Broniuszyca (1974)
- utwory kameralne, wokalne

Była teściową Joanny Wnuk-Nazarowej, dyrygentki i byłej minister kultury.

## Nagrody i odznaczenia
W 1988 otrzymała Doroczną Nagrodę Związku Kompozytorów Polskich, a w 1989 została jej przyznana Odznaka tytułu honorowego „Zasłużony dla Kultury Narodowej” (1989). W 1999 roku odznaczona Krzyżem Komandorskim Orderu Odrodzenia Polski. Wcześniej, w 1993, otrzymała Krzyż Oficerski tego orderu. W 2007 odznaczona Złotym Medalem „Zasłużony Kulturze – Gloria Artis”.